# Klang & Co
Klang & Co var ett humor- och aktualitetsprogram som sändes på vardagseftermiddagarna i Sveriges Radio P3 åren 1990–1993 mellan klockan 12:30 och 15:00. Underrubriken var Er eterleverantör. Programledare var bland andra Pontus Enhörning, Lotta Bromé, Kalle Oldby och Erik Blix.
Programmets titel gav också namn åt den fiktiva personen Laila Klang, en hemmafru från Tierp gestaltad av Regina Lund. Klang fungerade som bisittare och utgick från parollen att tala först och tänka sedan, något som både programledaren och programmets gäster ofta fick erfara. 
Programmet fick senare en efterföljare i Folkradion. Där arbetade man med ett liknande upplägg, fast inte med samma humorinriktning.